# Пивной алкоголизм
Пивно́й алкоголи́зм или гамбрини́зм (лат. gambrinismus) — термин, обозначающий болезненное пристрастие к употреблению пива.
Термин «гамбринизм» происходит от имени Гамбринуса — легендарного фламандского короля, изобретателя и покровителя пивоварения.
Термин «пивной алкоголизм» не встречается ни в Международной классификации болезней десятого пересмотра (МКБ-10), ни в американском Диагностическом и статистическом руководстве по психическим расстройствам (DSM-5). Соответственно, этот термин не может употребляться в качестве официального диагноза (любой диагноз должен кодироваться по МКБ или DSM) и фигурирует, главным образом, в прессе. В медицинских классификациях пивной алкоголизм кодируется без указания конкретного типа алкогольного напитка: в МКБ-10 как «синдром зависимости от алкоголя» (F10.2), в DSM-5 «расстройство, вызванное употреблением алкоголя» (англ. alcohol use disorder).
Злоупотребление пивом при этом рассматривается обычно не как особый вид алкоголизма, а как одна из частных форм злоупотребления алкогольными напитками.. Однако высказывается мнение, что пивной алкоголизм труднее вылечить, так как пиво не воспринимается как серьёзный алкогольный напиток и к нему существенно быстрее формируется психическая зависимость.
Тем не менее по мнению некоторых российских учёных, пивной алкоголизм является особой формой алкоголизма.

## История

Набор разных марок пива

Главный детский нарколог Минздрава России А. В. Надеждин в обзоре перепечатки 2004 года книги И. Н. Введенского «Опыт принудительной трезвости», подводящей по свежим следам первые итоги «сухого закона» 1914 года, пишет, что поражает «полная идентичность действий и тождественность аргументации „алкогольного лобби“ как в 1914 году, так и сейчас». В заключении книги И. Н. Введенский приводит мнение известного швейцарского невролога и психиатра Огюста Фореля, которое он высказал в письме в редакцию «Нового Времени» (1914, № 13910) по поводу запрещения в России казённой водки:

Пивной алкоголизм, действуя медленно и исподтишка, хотя и производит менее отталкивающее впечатление, зато тем коварнее подстерегает человека. Баварское «пивное сердце» классически описано профессором Боллингером в Мюнхене на основании вскрытия трупов пивоваренных рабочих.

С другой стороны, некоторые специалисты видят в борьбе с «пивным алкоголизмом» проявление активности «антипивного лобби» и неакадемических исследователей. Термин «пивной алкоголизм» широко распространен в РФ, исследователи других стран не акцентируют на нём внимания.

## Появление алкоголизма на фоне пива
Врачи-наркологи очень не любят журналистский штамп «пивной алкоголизм». В таком случае должен быть бражный, квасной, винный, водочный, шампанский, ромовый, коньячный, бормотушный, говорят они. Болезнь под названием «алкоголизм» одна, а вот напитки, которые предпочитают пациенты, могут быть разными. В реальной клинической практике существует особенность, что чем более чистые вещества употребляет больной, тем легче идет его детоксикация. Алкоголиков, пьющих спирт, водку и домашний самогон, выводить из запоя легче.
В последнее время потребление пива в России выросло, что приводит к увеличению случаев алкоголизма, связанного с употреблением пива, особенно у молодёжи. Так, например, в Республике Коми по данным СМИ количество детей, обнаруженных в состоянии алкогольного опьянения, увеличилось на 4,5 %, а среди стоящих на диспансерном учёте несовершеннолетних 82 % страдали алкоголизмом на фоне пива. Пиво превращается в повседневный напиток. По данным за 2005 год Россия находится на 43-м месте по потреблению пива (в перерасчёте на чистый этанол) . По количеству литров на человека — на 26-м (данные за 2010 год)
Однако в последние годы потребление пива в России заметно сокращается. Так, в 2013 году оно составило 8 %, сократившись до 59 литров в год на человека (в сравнении со 158 литрами в Чехии). Кроме того, в структуре потребления алкоголя в России пиво традиционно занимает не самое высокое место. Так, по данным Росстата, за 11 месяцев 2013 года доля потребления водки занимала 42,2 % против 39,1 % у пива.
По данным Института им. Бехтерева, потребление исключительно пива алкогользависимыми встречается крайне редко (1 %). Среди алкогользависимых со смешанным потреблением спиртных напитков большую долю (две третьих) составляют пациенты, предпочитающие крепкий алкоголь. В том же исследовании указано, что результаты анализа официальной статистики Национального научного центра наркологии Министерства здравоохранения и социального развития Российской Федерации свидетельствует о том, что за период 1999—2009 гг. не произошло ухудшения ситуации с заболеваемостью и болезненностью алкогольной патологией.
С «пивным алкоголизмом» не связана и высокая смертность потребителей алкоголя из-за фальсифицированной продукции (а по данным Росстата, от отравления алкоголем в РФ в 2011 году умерло 11,7 тысячи человек).

## Последствия употребления пива
- Вероятность развития тяжелой алкогольной интоксикации при употреблении пива существенно ниже, чем при употреблении водки. При этом риск развития алкогольной зависимости у потребителей пива выше, чем у потребителей вина или крепких алкогольных напитков.[7]
- Соматическая патология у лиц, злоупотребляющих пивом, обнаруживается на самых ранних этапах заболевания, нередко опережая появление психопатологических расстройств. Вместе с тем, у таких больных слабо выражены интеллектуально-мнестические и нравственно-этические изменения личности. В отличие от общей популяции больных алкоголизмом, они длительное время остаются интеллектуально сохранными и профессионально состоятельными. У них значительно реже бывают эпизоды тяжелого алкогольного опьянения и аномального поведения. В целом, спровоцированный пивом алкоголизм имеет социально более приемлемый характер. Пиво при условии его умеренного потребления может восполнять дефицит некоторых витаминов и других микронутриентов, а также снижать риск развития некоторых заболеваний, например метаболического синдрома[7].
- В руководстве для врачей «Алкоголизм» (Ю. П. Лисицын, П. И. Сидоров) 1990 года издания отмечалось, что «в отечественной литературе нам не удалось найти клинических описаний становления и течения собственно пивного алкоголизма, нехарактерного для русских алкогольных обычаев».
- Основное действие любого алкоголя — опьяняющее. Результат действия алкоголя определяется не только абсолютной дозой принятого спиртного напитка, но и его крепостью. При действии таких крепких напитков, как водка, максимальная концентрация алкоголя в крови достигается в пределах часа и опьянение развивается быстро и более выражено.[21] А вероятность развития тяжелой алкогольной интоксикации при употреблении пива существенно ниже, чем при употреблении крепкого алкоголя.
- Тяжело выраженные соматические последствия (цирроз печени, гепатит, миокардиодистрофия) — так называемый «синдром пивного сердца» при многолетнем регулярном злоупотреблении пивом или любым другим алкоголем.[22]
- По данным ВОЗ, систематическое злоупотребление пивом может повысить риск развития рака толстой кишки[23]

## Высказывания о пивном алкоголизме в прессе
- В публикациях часто цитируется фраза главного санитарного врача РФ Геннадия Онищенко[24]:

Не СПИД, не туберкулёз погубят Россию, а пивной алкоголизм среди юного поколения
- Александр Немцов, руководитель отдела НИИ психиатрии, доктор медицинских наук, профессор:

Никакого специального учёта пивного алкоголизма у нас в стране нет. И все разговоры главного санитарного врача Геннадия Онищенко о том, что «у нас вырос пивной алкоголизм» — это всё от лукавого. Потому что у нас нет такой учётной границы, а просто алкоголизм — и всё тут.

- Александр Волков, заместитель главного врача областной Ярославской наркологической больницы:

— Уже пять лет мы выборочно проводим среди старшеклассников и учащихся ПУ области анонимное анкетирование — в среднем охватываются четыре — четыре с половиной тысячи человек ежегодно. Особенности в 2005—2006 годах в Ярославле — прирост по всем показателям. Больше подростков, употребляющих алкоголь, больше и количество выпитого. Употребляют спиртное более 90 процентов учащихся, почти 20 процентов попробовали его в возрасте до десяти лет. Подростки традиционно (82 процента опрошенных) предпочитают пиво, причем более половины малолетних любителей пива могут за раз выпить бутылку и более. В ежедневном употреблении спиртного признались 5,3 процента учащихся, один-два раза в неделю выпивают 23,6 процента респондентов, с частотой один-два раза в месяц — 31,9 процента. Несколько ниже эти цифры в целом по области. Чем чревато употребление пива? Прежде всего, воздействием на здоровье. Происходят изменения в работе сердца, появляется так называемая «пивная» печень. Систематическое употребление пива ведет к перерождению половых гормонов у мальчиков. Влияние на неокрепший детский организм спиртного более губительно, чем на взрослый. Детский алкоголизм отличается злокачественным течением. Взрослый человек может спиваться на протяжении длительного времени, прежде чем достичь критической стадии, а подростку достаточно два-три года систематически, раз или два в неделю, употреблять то же пиво — и можно смело ставить диагноз. Ребёнка уже не вылечить, можно добиться лишь кратковременной ремиссии.

- Александр Перекрёстов, главный врач-нарколог Владимирской области:

Алкоголизм есть алкоголизм, мы его не разделяем на «пивной» или «водочный».

- Заведующий детско-подростковым наркологическим отделением областного Белорусского наркологического диспансера Тамара Титова:

Пивной алкоголизм — такого понятия в медицине нет.

- Геннадий Зильберблат, главный нарколог Киевской области заявил, что в последнее время на Украине произошёл взрыв пивного алкоголизма:

Если 10-15 лет назад больных с такой зависимостью было один-два на сто алкоголиков, то сейчас — более десяти..